# Egidio Foscarari
Egidio Foscarari, en latin Foscherarius (1512-1564), est un dominicain italien.

## Biographie
Né le 27 janvier 1512, Foscarari entra fort dans l’Ordre des Prêcheurs, et fit et vœux dans le couvent de cette ville. Après y avoir achevé ses études, il fut chargé par ses supérieurs d’aller professer dans différentes maisons de l’ordre, et il prit le bonnet de docteur. Il était en 1544 inquisiteur et prieur du couvent de Bologne. La charge de maître du sacré palais étant alors venue à vaquer, le pape Paul III l’appela près de lui, et la lui donna : c’est lui qui, vers le même temps, fut chargé de l’examen de la censure du livre des Exercices spirituels de S. Ignace. Son savoir, ses talents sa régularité, lui concilièrent l’estime du Sacré Collège, et le rendirent cher au pape. Jules III, qui succéda à Paul, partagea ces sentiments, et voulut lui en donner une preuve en le nommant en 1550, malgré sa répugnance, à l’évêché de Modène. Foscarari eut à peine le temps de paraître dans sa ville épiscopale ; un bref de Jules l’obligea de se rendre en diligence au Concile de Trente, suspendu depuis le mois de septembre 1547, et dont ce pape avait ordonné la continuation. Foscarari assista à la première session tenue sous le pontificat de Jules, laquelle était la 11e du Concile ; et bientôt son zèle pour la foi, et sa science lui firent une réputation parmi les Pères. Des bruits de guerre en 1552 ayant de nouveau fait suspendre le Concile, Foscarari retourna à Modène, où le soin de son troupeau l’occupa tout entier. Une disette vint affliger cette ville. Il vendit tout ce qu’il avait, jusqu’à sa crosse et son anneau pastoral, pour soulager les pauvres. Son épiscopat ne lui avait rien fait changer à la manière de vivre de son couvent ; il était vêtu des mêmes étoffes, n’avait point une table mieux servie, ni d’autres domestiques que ceux dont il était impossible de se passer. Les revenus de son évêché étaient employés ou en aumônes, ou en réparations et embellissements de son église. Ses vertus ne le mirent point à l’abri d’une imputation odieuse. On rendit sa foi suspecte au pape Paul IV. Foscarari fut arrêté avec le cardinal Giovanni Girolamo Morone, et tous deux furent conduits au Château Saint-Ange le 21 janvier 1558. Le plus léger examen détruisit l’accusation, et aucun des dénonciateurs n’osa comparaître. Pie IV ayant succédé à Paul, fit déclarer l’accusation intentée contre Foscarari fausse et calomnieuse. Ce prélat retourna à Modène, où le plus honorable accueil le dédommagea de la persécution qu’il avait essuyée. Pie IV ayant ordonné la continuation du Concile, Foscarari se rendit à Trente le 15 avril 1561. Dans la première congrégation tenue le 15 janvier suivant, ayant été convenu qu’aucun discours ne serait prononcé en public que préalablement il n’eût été examiné et approuvé, cet examen fut confié à Foscarari ; il fut aussi chargé de dresser l’état des matières qui seraient traitées dans chaque session, et de rédiger les canons qui y seraient arrêtés. Il ouvrit toujours des avis sages et modérés. Il ne quitta point le Concile qu’il ne fût terminé. Les pères ayant laissé au pape le soin d’en faire dresser un catéchisme, et de pourvoir à la reformation du bréviaire et du missel romains, Pie IV nomma, pour l’exécution de ce décret, Foscarari avec Leonardo Marini et Francisco Foreiro, tous trois de l’ordre de S. Dominique. Foscarari était occupé de ce travail à Rome, lorsqu’il mourut le 23 décembre 1564. Il fut inhumé dans le couvent de la Minerve, de son ordre. Il est auteur, avec ses collègues cités ci-dessus, du Catéchisme ad Parochos, Rome 1567, in-fol. On lui attribué un livre intitulé : Ordo judiciarius in foro ecclesiastico.